# Ismaël Ferroukhi
Pour les articles homonymes, voir Ferroukhi.

Ismaël Ferroukhi, né le 26 juin 1962 à Kénitra est un réalisateur, scénariste et dialoguiste français d'origine marocaine.

## Filmographie

### Réalisateur
- 1993 : L'Exposé (court-métrage)
- 1996 : Court toujours : L'Inconnu (court-métrage)
- 1997 : Un été aux hirondelles (téléfilm)
- 2000 : Petit Ben (téléfilm)
- 2004 : Le Grand Voyage
- 2007 : Enfances, segment La Paire de chaussures
- 2011 : Les Hommes libres
- 2021 : Mica

### Scénariste pour d'autres
- 1994 : Trop de bonheur de Cédric Kahn (collection Tous les garçons et les filles de leur âge)
- 1996 : Culpabilité zéro de Cédric Kahn (téléfilm)
- 2004 : Lahna Lalhih de Rachid Boutounes (court-métrage)
- 2005 : L'Avion de Cédric Kahn

## Distinctions

### Récompenses
- Festival de Clermont-Ferrand 1993 : Prix spécial du jury pour L'Exposé
- Festival de Cannes 1993 : Prix Kodak du court métrage pour L'Exposé
- Mostra de Venise 2004 : Lion d'or du Futur du meilleur premier film pour Le Grand voyage
- Festival de Mar del Plata 2005 : Grand Prix pour Le Grand voyage
- Festival d'Abu Dhabi 2011 : prix du meilleur réalisateur du monde arabe pour Les Hommes libres
- Festival de Santa Barbara 2012 : prix du meilleur film international pour Les Hommes libres

### Nomination
- Baftas 2005 : nommé au Bafta du meilleur film étranger pour Le Grand voyage